# Numben
Numben est un village du Cameroun situé dans l’arrondissement de Batibo, dans le département de Momo et dans la Région du Nord-Ouest.

## Population
Lors du recensement de 2005, on a dénombré 473 habitants à Numben, dont 224 hommes et 249 femmes.